# Spominski znak Jezersko 1991
Spominski znak Jezersko 1991 je spominski znak Slovenske vojske, ki je bil ustanovljen 20. septembra 2006.

## Upravičenci
Spominski znak Jezersko 1991 se lahko podeli pripadnikom TO RS, ki so sodelovali pri obrambi in zavzetju mejnega prehoda Jezersko.

## Opis
Spominski znak Jezersko 1991 ima obliko ščita iz poznogotskega obdobja, visok je 35 mm in v najširšem delu širok 30 mm. Kovan je iz 2 mm debelega bakra, pozlačen, pobarvan in prevlečen s prozornim poliestrskim emajlom. V zgornjem delu znaka je na svetlo zeleni podlagi 4 mm velik napis JEZERSKO, v osrednjem je stilizirana podoba stavbe na mejnem prehodu Jezersko z označenimi točkami zadetkov topovskega ognja v rdeči barvi ter prostorom pred stavbo v sivi barvi, v spodnjem delu pa je 3,5 mm velika letnica 1991. Napisi na znaku, obrobe in črte med barvami so pozlačeni in polirani.
Vsak znak je na zadnji strani oštevilčen in ima priponko.

## Nadomestne oznake
Nadomestna oznaka je modre barve z zlatim lipovim listom, ki ga križa puška.

## Nosilci
- seznam nosilcev spominskega znaka Jezersko 1991